# 阿部正篤
阿部 正篤（あべ まさあつ）は、江戸時代後期の大名。陸奥国白河藩2代藩主。官位は従五位下・飛騨守。忠秋系阿部家10代。

## 生涯
享和元年（1801年）9月3日、松平頼興（紀州藩主・徳川宗将の五男）の子として誕生。正室は島津斉宣娘・聡姫。
文政6年（1823年）、先代藩主・阿部正権が死去したため、その養子として跡を継いだ。同年11月に従五位下飛騨守に叙任されている。正篤は生まれつき病弱だったため、天保2年（1831年）11月20日に養子・正瞭（大河内松平信明の九男）に家督を譲って隠居し、天保14年（1843年）3月17日に死去した。享年43（満41歳没）。

## 系譜
父母
- 松平頼興（実父）
- 阿部正権（養父）

正室
- 聡姫 ー 島津斉宣の娘

養子
- 阿部正瞭 ー 松平信明の九男